# آيت عكي (آيت امعي 2)
آيت عكي هو دُوَّار يقع بجماعة أكلموس، إقليم خنيفرة، جهة بني ملال خنيفرة في المملكة المغربية. ينتمي الدوّار لمشيخة آيت امعي 2 التي تضم دوارين. يقدر عدد سكانه بـ 848 نسمة حسب الإحصاء الرسمي للسكان والسكنى لسنة 2004.

## وصلات خارجية
- البوابة الوطنية للجماعات الترابية
- المندوبية السامية للتخطيط